# Gustavo Leão
Gustavo Leão dos Reis (ur. 29 marca 1987 w Praia Grande) – brazylijski aktor teatralny, filmowy i telewizyjny.

## Wybrana filmografia
- 2005: Floribella jako Augusto Fritzenwalden (Guto)
- 2006: Floribella 2 jako Augusto Fritzenwalden (Guto)
- 2007: Paraíso Tropical jako Mateus Vilela Gouveia
- 2008: Beleza Pura jako Felipe Cascudo
- 2009: TV Globinho w roli samego siebie
- 2010: Ti Ti Ti jako Osmar Sampaio
- 2013: Józef z Egiptu (José do Egito) jako Beniamin
- 2013: Pecado Mortal jako Getúlio Amado (młody)
- 2014: Cuda Jezusa (Milagres de Jesus) jako Archanioł Rafał
- 2014: Vitória jako Quim
- 2016: Cuda Jezusa (Milagres de Jesus - O Filme) jako Archanioł Rafał
- 2017: Sem Volta jako Sapo
- 2017: Bogacz i Łazarz (O Rico e Lázaro) jako Nergal Sar-Eser